# Тумба (Породин)
 Вижте пояснителната страница за други значения на Тумба.
Тумба, известна като Породинска тумба (на македонска литературна норма: Велушка Тумба), е важен археологически обект край битолското село Породин, Северна Македония. Принадлежи и заедно с Тумба (Велушина) дава името на Велушко-Породинската археологическа култура.

## Местоположение
Намира се на около 1,5 km югозападно от селото и на 800 m източно от асфалтовия път Битоля – Лерин, където в равнината се издига могила с височина около 2,5 m и с диаметър около 150 m в основата.

## Характеристики
В 1953 – 1954 година Народният музей в Битоля, под ръководството на Миодраг Гърбич, извършва систематично разкопаване на централната част на тумбата. Открити са останки от лепеж на зидове на трапецовидна къща и много движим археологически материал, от който се отличават керамични съдове, антропоморфна и зооморфна пластика и особено жертвеници – модели на къщи с антропоморфни цилиндри. Находките се съхраняват в Института и музей в Битоля.